# Prosynactus praefrictus
Prosynactus praefrictus is een keversoort uit de familie Trachypachidae. De wetenschappelijke naam van de soort is voor het eerst geldig gepubliceerd in 1953 door Bode.